# Filopaludina maekoki
Filopaludina maekoki е вид коремоного от семейство Viviparidae.

## Разпространение
Видът е разпространен в Тайланд.